# 暁新世の恐竜
暁新世の恐竜（ぎょうしんせいのきょうりゅう）では、白亜紀末(約6600万年前)に発生した白亜紀と古第三紀の間の大量絶滅を生き延びたとされる恐竜（非鳥類型恐竜）について解説する。K-Pg境界以降に恐竜が生存していたという仮説は複数回提唱されているが、2025年の時点では、未だ統一的な見解の形成には至っていない。

## 研究史と評価
暁新世の恐竜については、主にJames Fassettがプロジェクト・"Paleocene dinosaurs of the San Juan Basin, New Mexico and Colorado"と銘打って研究しているが、異論も多いため、2025年現在において、暁新世に非鳥類型恐竜が生息していたかは不明であり、また学会において多数派の学説とは言えない。
小林快次は、「新生代に恐竜類が生きていたというのは、ロマンを感じる。この新生代のこれらの恐竜が本当に存在したかどうかは、さらなる研究が必要だが興味はそそられる」と評している。
Lucas (2025)は、暁新統から産出した恐竜化石とされる化石について、その大半は恐竜以外の動物（セベクス科のワニ形類ほか）の化石の誤認であるか、もしくは年代測定か地層位置の誤同定の可能性から対象の化石の年代を暁新世と確定できないとした。またLucas (2025)はK-Pg境界以前の化石の再堆積による可能性を否定できないとも指摘したが、再堆積の有無を断言できる決定的な証拠も得られていないことにも言及した。理論上は暁新世まで恐竜が存続した可能性もあることから、さらなる研究へ期待していると述べている。

## 恐竜が隕石衝突を生き延びた可能性
北極圏は隕石衝突を生き延びる寒さへの適応力を持った恐竜がいた可能性があり、衝突の冬が起こったとしても何十年、何百年と生き残れる可能性がある。また、南極の近くで、隕石衝突後から500万年後のシダの仲間の植物の化石が発見されており、南極のような場所で生き延びた恐竜がいた可能性は否定できない。
小型恐竜であれば、隕石衝突の際に地中へ逃げ込むなどして、わずかな期間とはいえ生き延びることができた可能性がある。しかし、彼らも食物連鎖の崩壊などにより間もなく死に絶えたと推測される。
一方で、一部の小型肉食動物（トカゲや小鳥、小型哺乳類など）が、土中のミミズなどを餌とすることで生き延びることができた、という説がある。これは地中であれば隕石衝突時の爆風や森林火災を凌げること、またミミズが日光と植物を起点とする生食連鎖ではなく、死骸や枯れ葉などを起点とする腐食連鎖に属することが理由とされている。

## 文化面

### 映画
ディズニー制作の映画『ダイナソー』は、隕石衝突を生き延びた恐竜が主人公である。

### ドキュメンタリー
NHK制作のドキュメンタリー『恐竜超世界2』において、隕石衝突から数十万年を生き延びる恐竜がFassett (2022)をもとに紹介された。